# Rochesson
Rochesson és un municipi francès, situat al departament dels Vosges i a la regió del Gran Est. L'any 2007 tenia 656 habitants.

## Demografia

### Població
El 2007 la població de fet de Rochesson era de 656 persones. Hi havia 269 famílies, de les quals 75 eren unipersonals (28 homes vivint sols i 47 dones vivint soles), 87 parelles sense fills, 91 parelles amb fills i 16 famílies monoparentals amb fills.
La població ha evolucionat segons el següent gràfic:
Habitants censats

### Habitatges
El 2007 hi havia 484 habitatges, 272 eren l'habitatge principal de la família, 196 eren segones residències i 16 estaven desocupats. 361 eren cases i 119 eren apartaments. Dels 272 habitatges principals, 198 estaven ocupats pels seus propietaris, 63 estaven llogats i ocupats pels llogaters i 11 estaven cedits a títol gratuït; 1 tenia una cambra, 12 en tenien dues, 42 en tenien tres, 69 en tenien quatre i 148 en tenien cinc o més. 225 habitatges disposaven pel capbaix d'una plaça de pàrquing. A 124 habitatges hi havia un automòbil i a 120 n'hi havia dos o més.

### Piràmide de població
La piràmide de població per edats i sexe el 2009 era:
| Homes | Edats   | Dones |
| ----- | ------- | ----- |
| 0     | 95 o +  | 0     |
| 4     | 90 a 94 | 4     |
| 0     | 85 a 89 | 8     |
| 0     | 80 a 84 | 4     |
| 16    | 75 a 79 | 4     |
| 16    | 70 a 74 | 20    |
| 8     | 65 a 69 | 12    |
| 20    | 60 a 64 | 24    |
| 12    | 55 a 59 | 16    |
| 4     | 50 a 54 | 16    |
| 32    | 45 a 49 | 24    |
| 16    | 40 a 44 | 32    |
| 28    | 35 a 39 | 8     |
| 28    | 30 a 34 | 20    |
| 44    | 25 a 29 | 28    |
| 28    | 20 a 24 | 24    |
| 24    | 15 a 19 | 20    |
| 40    | 10 a 14 | 20    |
| 16    | 5 a 9   | 8     |
| 24    | 0 a 4   | 8     |

## Economia
El 2007 la població en edat de treballar era de 431 persones, 319 eren actives i 112 eren inactives. De les 319 persones actives 285 estaven ocupades (153 homes i 132 dones) i 34 estaven aturades (17 homes i 17 dones). De les 112 persones inactives 42 estaven jubilades, 37 estaven estudiant i 33 estaven classificades com a «altres inactius».

### Ingressos
El 2009 a Rochesson hi havia 285 unitats fiscals que integraven 711 persones, la mediana anual d'ingressos fiscals per persona era de 17.310 €.

### Activitats econòmiques
Dels 31 establiments que hi havia el 2007, 2 eren d'empreses extractives, 2 d'empreses alimentàries, 4 d'empreses de fabricació d'altres productes industrials, 5 d'empreses de construcció, 7 d'empreses de comerç i reparació d'automòbils, 1 d'una empresa de transport, 1 d'una empresa d'hostatgeria i restauració, 1 d'una empresa immobiliària, 5 d'empreses de serveis, 2 d'entitats de l'administració pública i 1 d'una empresa classificada com a «altres activitats de serveis».
Dels 10 establiments de servei als particulars que hi havia el 2009, 3 eren tallers de reparació d'automòbils i de material agrícola, 1 paleta, 1 guixaire pintor, 3 electricistes, 1 perruqueria i 1 agència immobiliària.
L'únic establiment comercial que hi havia el 2009 era una fleca.
L'any 2000 a Rochesson hi havia 8 explotacions agrícoles que ocupaven un total de 111 hectàrees.

## Equipaments sanitaris i escolars
El 2009 hi havia una escola elemental.

## Poblacions més properes
El següent diagrama mostra les poblacions més properes.